# Омар Џонсон
Омар Џонсон  (?, Јамајка, 25. новембар 1988) је јамајчански атлетичар, чија је специјалност дисциплина трчање на 400 метара.
На Првенству Средње Америке и Кариба у атлетици 2013. освојио је сребрну медаљу и испунио норму за учешће на Светском првенству 2013. у Москви. У појединачној конкуренцији на 400 м испао је у полуфиналу и завршио као 19. (45,89). Наступио је и у штафети 4 х 400 м. Такмичио се само у финалу где је заменио Џавир Бела који је трчао у квалификацијама. Јамајчанска штафета у саставу Рашин Макдоналд, Едино Стил, Омар Џонсон и Џавон Франсис освојила је сребрну медаљу иза победничке штафете САД.

## Значајнији резултати
| Год.  | Такмичење                         | Место    | Дисциплина | Пласман | Резултат |
| ----- | --------------------------------- | -------- | ---------- | ------- | -------- |
| 2013. | Првенство Средње Америке и Кариба | Морелија | 400 м      |         | 45,67    |
| 2013. | Првенство Средње Америке и Кариба | Морелија | 4 х 400 м  | 5.      | 3:03,69  |
| 2013. | Светско првенство на отвореном    | Москва   | 400 м      | = 18    | 45,89    |
| 2013. | Светско првенство на отвореном    | Москва   | 4 х 400 м  |         | 2:59,88  |

## Лични рекорди
на отвореном
200 м — 20,80, Лабок, 5. мај 2012.
400 м — 45,50, Кингстон, 23. јун 2013.
у дворани
200 м — 21,23, Левланд, 16. фебруар 2013.